# Jens Nygaard Knudsen
Jens Nygaard Knudsen (25 januari 1942 - Hvide Sande, 19 februari 2020) was een Deens speelgoedontwerper. Hij is de uitvinder van de Minifig, de Legopoppetjes.

## Werk
Knudsen ging in 1968 aan de slag bij LEGO in Billund. In 1974 en 1976 bedacht hij de voorlopers van de Legopoppetjes, die enkele jaren later in 1979 volledig werden vervangen door de Minifig, kort voor Minifigur. De nieuwigheid in Knudsens ontwerp was dat de armen en benen van de poppetjes voor het eerst beweegbaar waren. Aanvankelijk kregen ze geen natuurlijke huidskleur en geen herkenbaar geslacht. Knudsen ontwierp ook veel gebouwen van Legostenen, die als bouwpakket op de markt werden gebracht. 
In 2000 ging hij met pensioen. Op het moment van zijn overlijden waren er naar schatting acht miljard Legopoppetjes gemaakt.

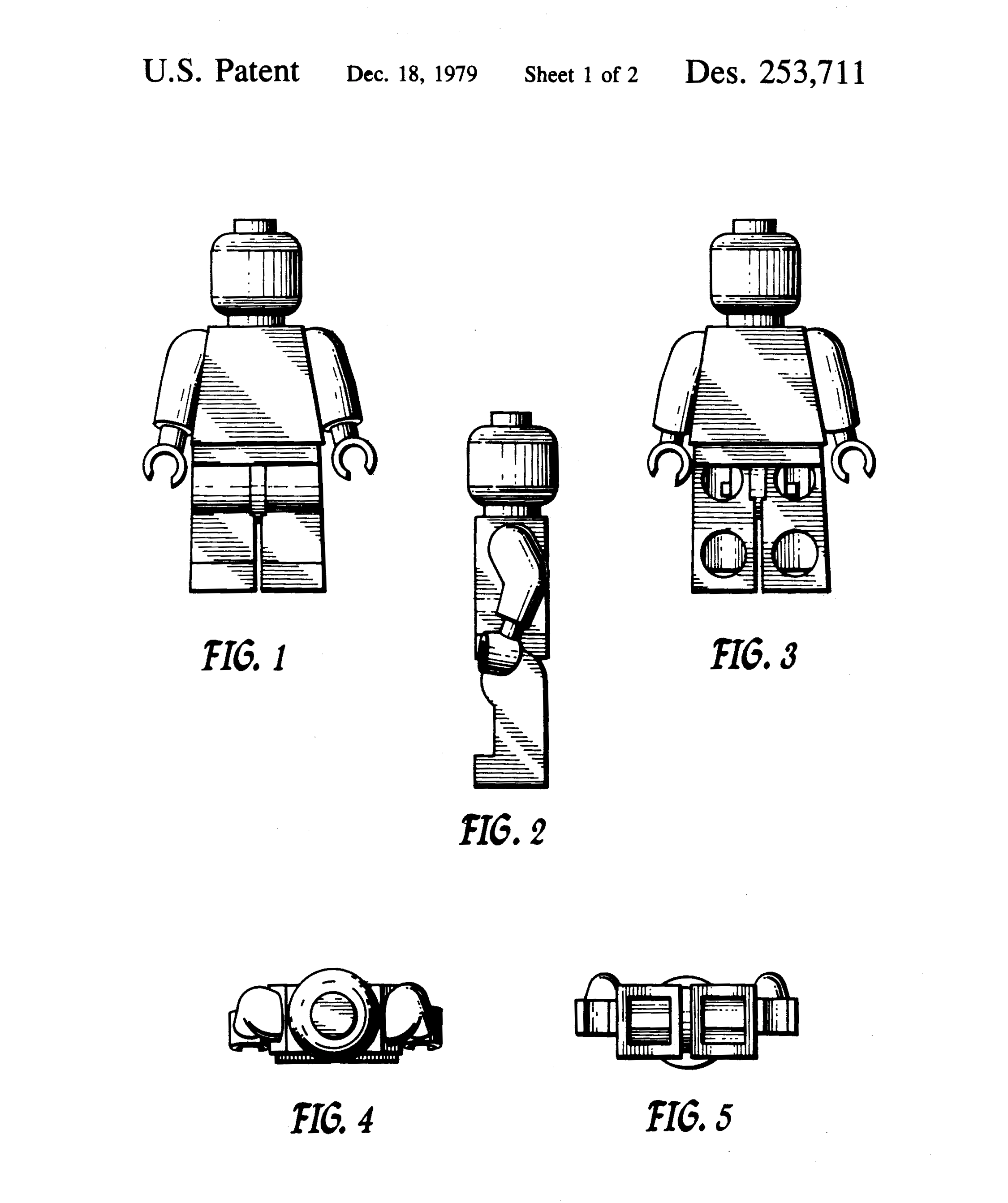
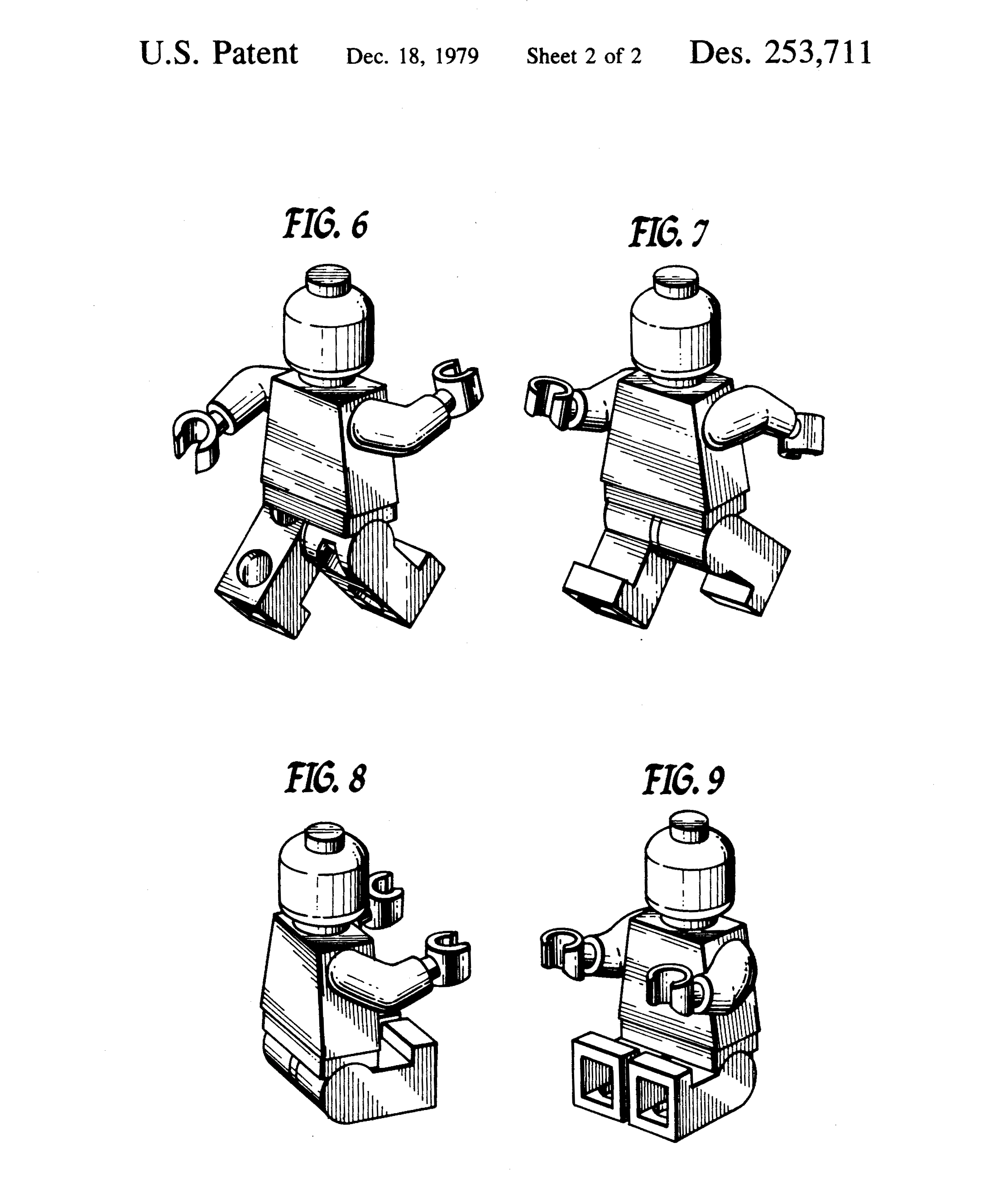

- Gemeinsame Normdatei: 1205210776
- Virtual International Authority File: 1621158309822006690004